# Orlando (produtor musical)

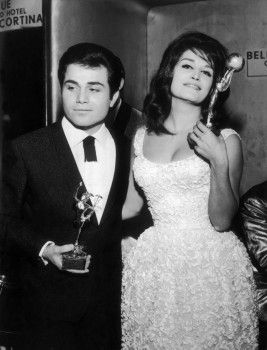
Foto tirada na Itália em 1963, onde aparece com sua irmã, Dalida, de quem viria a tornar-se produtor musical a partir de 1966.

Orlando, nome artístico de Bruno Gigliotti (Cairo, então Reino do Egito, 29 de julho de 1936), é um produtor musical, editor e cantor egípcio-francês, descendente de italianos. Inicialmente conhecido pelo nome artístico de Bruno Mori, Orlando é o irmão caçula da lendária cantora e atriz Dalida (1933 - 1987), que fora Miss Egito em 1954 e tornou-se um ícone da música francesa durante as décadas de 1950, 1960, 1970 e 1980.